# Dollar guyanien
Le dollar du Guyana (en anglais Guyanese dollar, code ISO GYD) est la monnaie officielle  du Guyana. Il est généralement représenté par le signe $, ou G$ lorsqu'on souhaite le distinguer des autres monnaies nommées « dollar ».

## Histoire monétaire
Le dollar a été institué en 1839 sous le régime de la Guyane britannique, en remplacement du florin. Le dollar est alors aligné sur la livre sterling qui vaut au change 4,80 dollars ; le dollar vaut 4 shillings et 2 pence, ou 50 pence. Entre 1840 et 1891, aucune pièces spécifiques n'est frappée. Entre 1891 et 1916, une pièce de 4 pence est émise pour la Guyane et les Antilles britanniques, puis de 1917 à 1945, seulement pour la Guyane. Entre 1949 et 1965, c'est le dollar des Antilles britanniques (British West Indies dollar) qui y circule conjointement.
En 1917, sont imprimés les premiers billets guyaniens pour des valeurs de 1, 2, 5, 20 et 100 dollars. À partir de 1955, la monnaie est décimalisée et divisée en 100 cents. Les premières frappes commencent en 1967.

## Pièces de monnaie
La série actuelle comprend des pièces de 1, 5 et 10 dollars guyaniens.
Il existait aussi à l'origine des pièces de 1, 5, 10, 25 et 50 cents, qui ne sont plus en usage
en raison de l'inflation débutée en 1996.

## Billets de banque
Sont imprimés des billets de 20, 100, 500, 1 000, 2 000 et 5 000 dollars guyaniens.